# Castilleja gonzaleziae
Castilleja gonzaleziae är en snyltrotsväxtart som beskrevs av Guy L. Nesom. Castilleja gonzaleziae ingår i släktet målarborstar, och familjen snyltrotsväxter. Inga underarter finns listade i Catalogue of Life.